# St. Marien (Elberfeld)

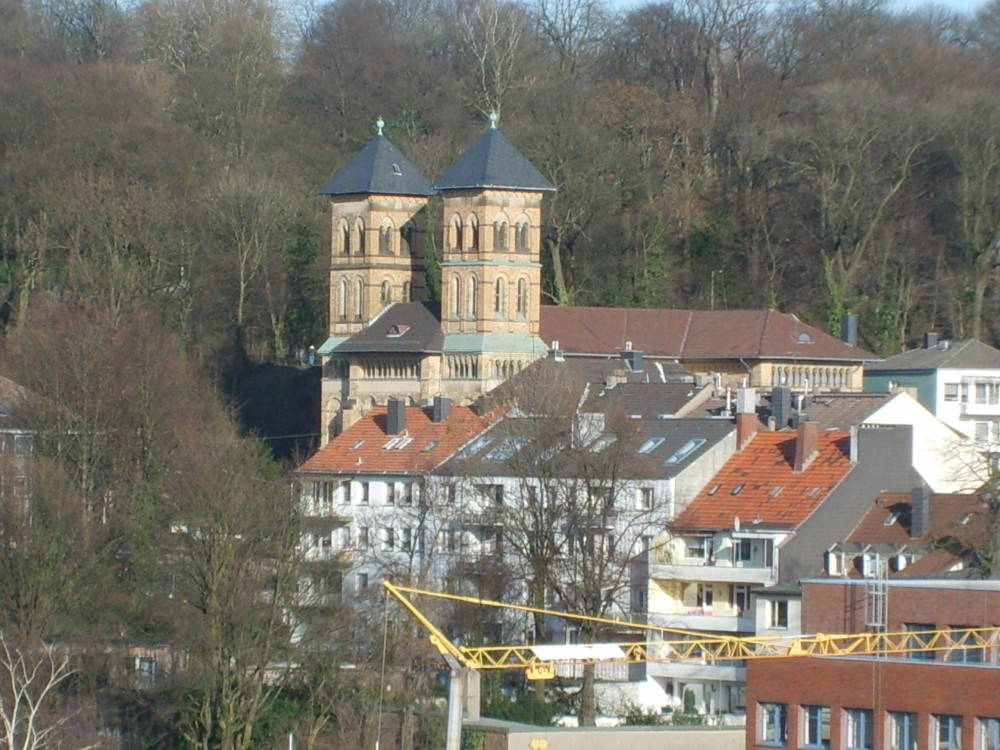
Ansicht von Westen

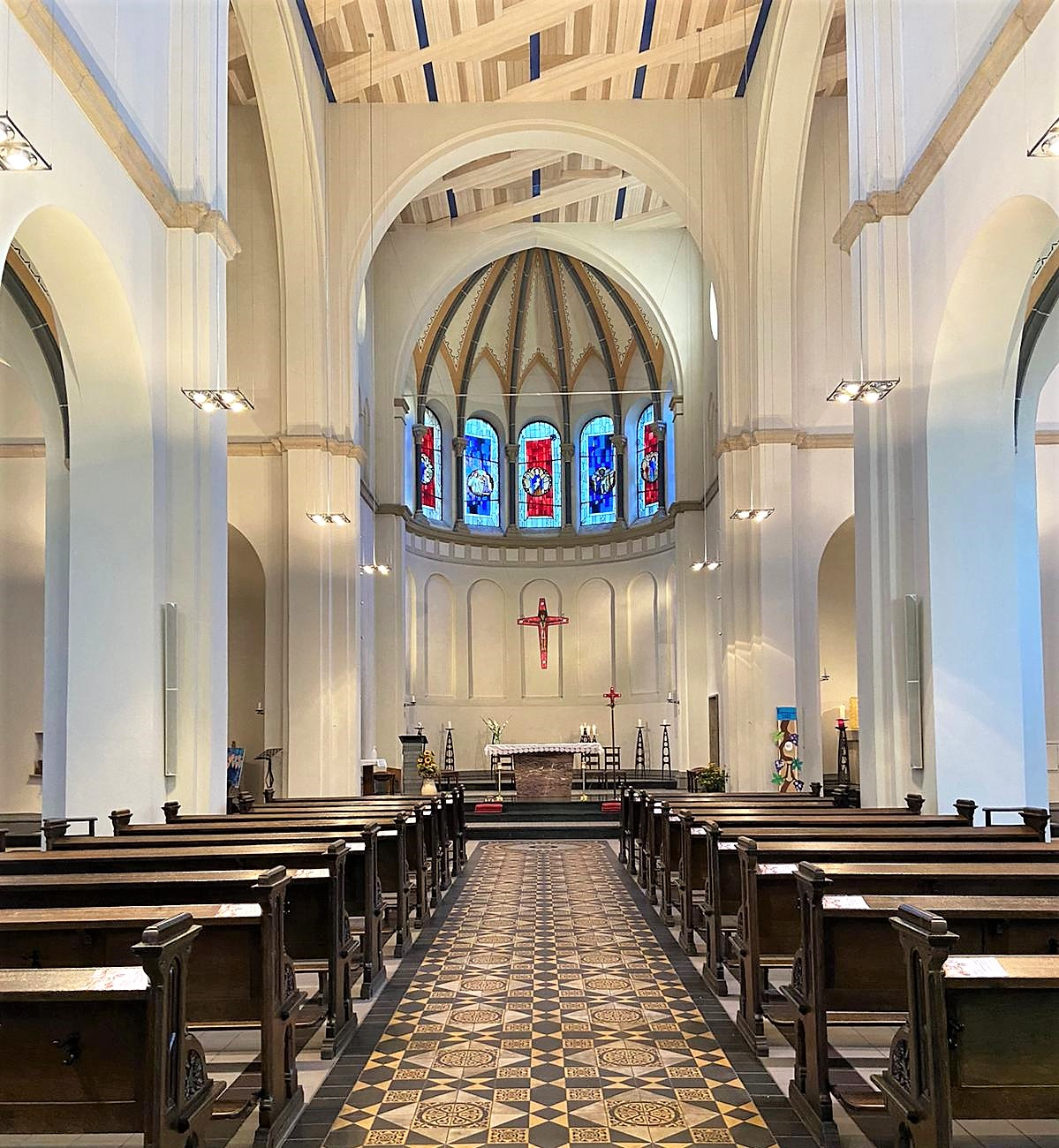
Innenansicht zum Altar

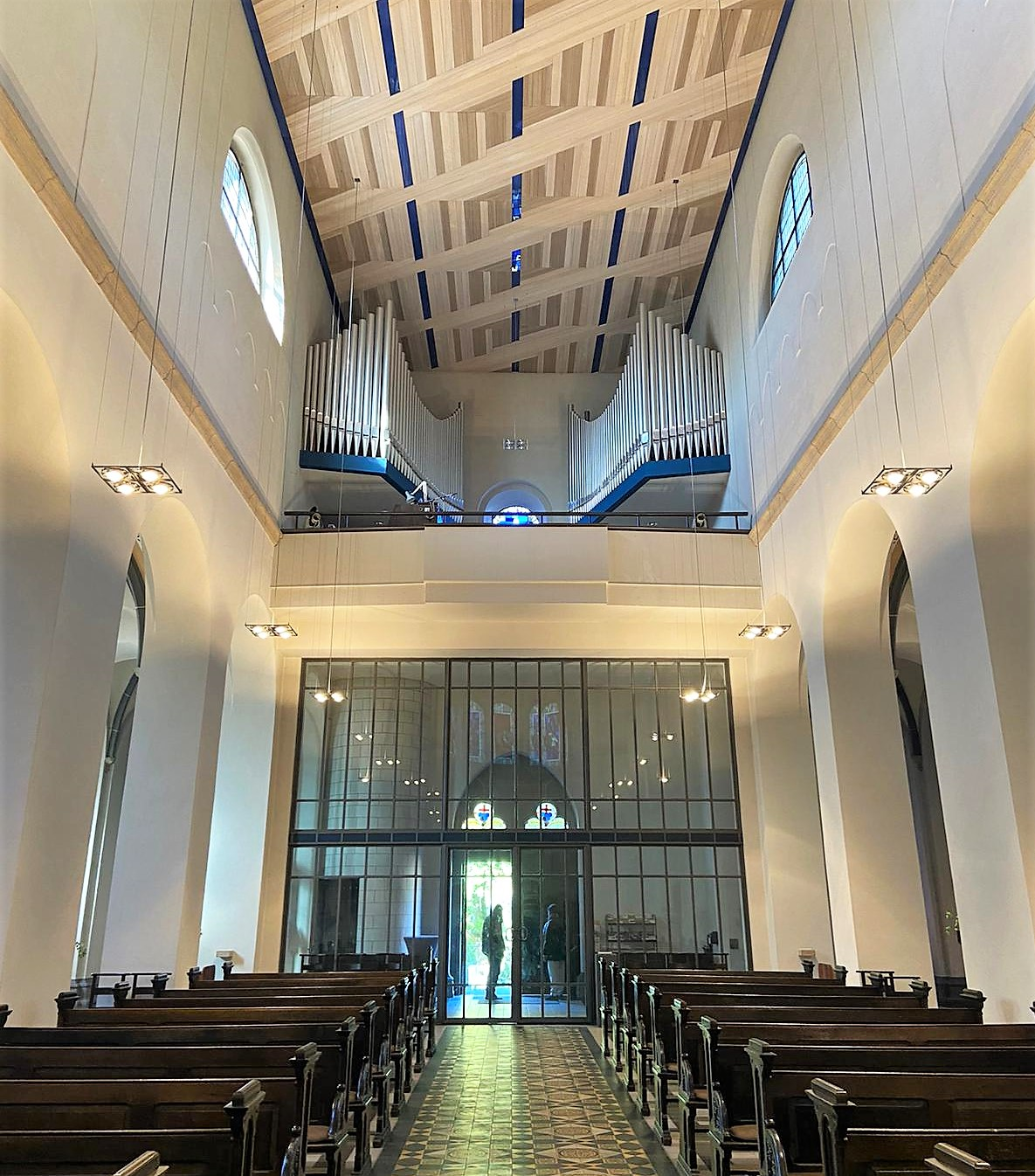
Innenansicht zur Orgelempore

Die Kirche Sankt Marien in Wuppertal ist der zweite im 19. Jahrhundert für die katholische Gemeinde Elberfelds erbaute Sakralbau.

## Geschichte

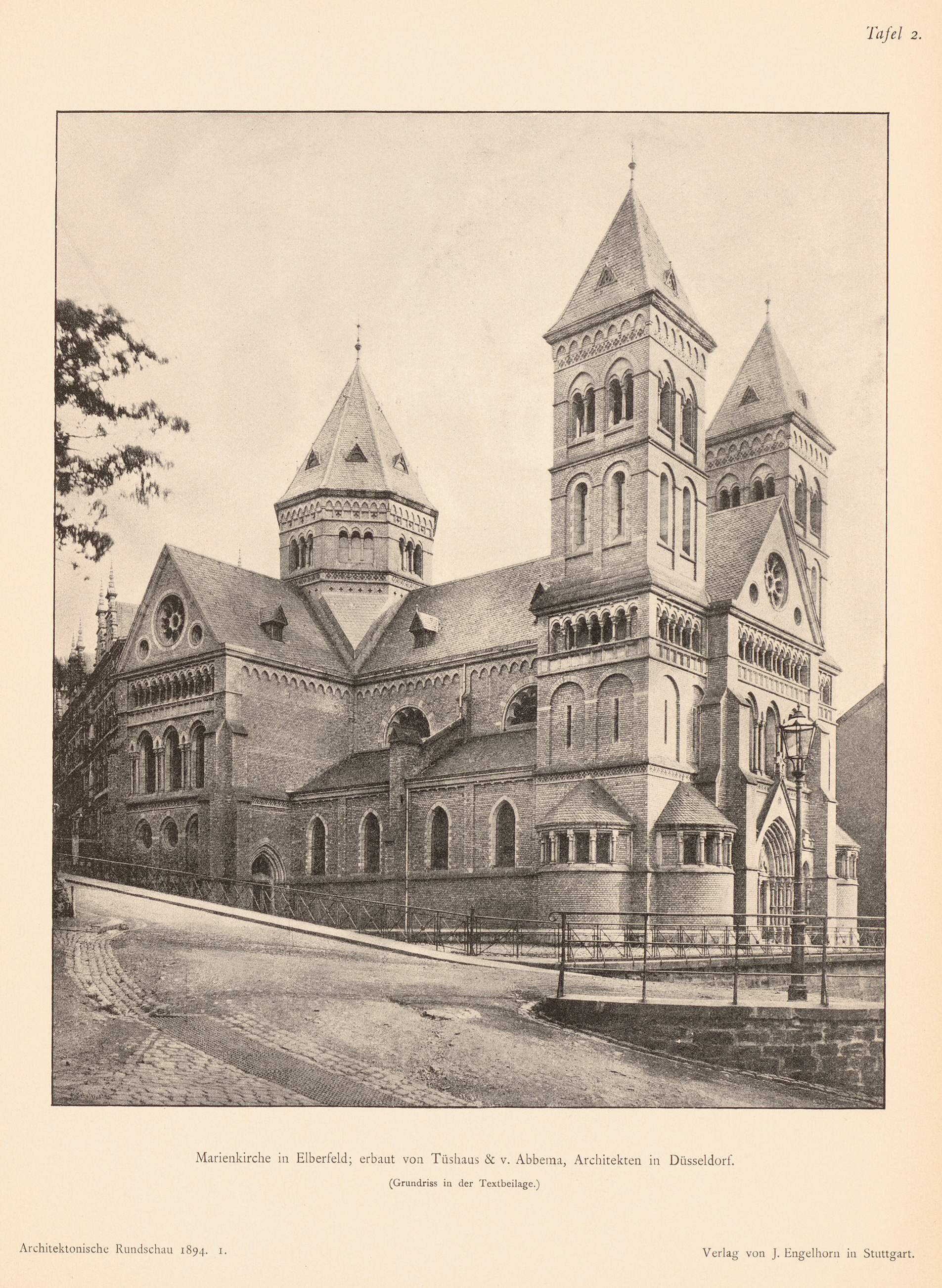
Marienkirche (1894)

Der immense Bevölkerungszuwachs in Elberfeld in der zweiten Hälfte des 19. Jahrhunderts machte auch für die römisch-katholische Gemeinde Elberfelds neue Kirchenbauten und die Abpfarrung neuer Wohngebiete erforderlich. So beschloss die Laurentius-Gemeinde im Jahr 1882 den Bau zweier neuer Kirchen, der Herz-Jesu-Kirche in der Nordstadt und der Marienkirche am Hang des Hardtbergs im Osten Elberfelds.
Dabei konnte sie auf ein 1879 erworbenes Grundstück eines seit 1868 bestehenden Kirchbauvereins für den Elberfelder Osten zurückgreifen. Gründung des Vereins und Namensgebung gehen auf den Elberfelder Lehrer Johann Georg Breuer zurück, der mit dem Marien-Patrozinium an das der alten Marien-Vikarie erinnern wollte, die ein nahegelegenes Grundstück besaß, aber mit der Reformation verschwunden war.
Wer der Entwurfsurheber des Gebäudes war, steht nicht eindeutig fest: Die Quellen nennen teils den Neusser Stadtbaumeister Schmitz, teils das Düsseldorfer Architekturbüro Tüshaus & von Abbema. Am 15. September 1884 wurde der Grundstein durch Bischof Bernhard Thiel aus Costa Rica gelegt, der Barmer Dechant Peter Meisloch weihte am 10. Juni 1886 die Kirche ein.
Der Dachstuhl der Kirche wurde bei einem Bombenangriff im Zweiten Weltkrieg am 23. Juni 1943 vollständig zerstört. Von 1947 bis 1949 erfolgte der Wiederaufbau.

## Architektur
Der in seiner Mischung verschiedener Stilelemente eigenwillige, historistische Bau ist eine dreischiffige Basilika auf dem Grundriss eines Lateinischen Kreuzes mit einschiffigem Querarm und einem fast direkt an die Vierung anschließenden, halbrunden Chor. Die Architektur bedient sich vornehmlich spätromanischer und einiger gotischer Stilelemente. Wie für die katholischen Kirchen Wuppertals typisch, ist der nach Südosten ausgerichteten Kirche eine Doppelturmfassade vorgesetzt, der gesamte Bau ist mit gelbem Backstein verblendet. Beim Wiederaufbau verzichtete man auf eine Rekonstruktion des achteckigen Vierungsturms und des Giebels zwischen den Haupttürmen. Die Kirche bekam flachere, weit überkragende Dächer, die stilfremd wirken und das Bild der Kirche charakterisieren.

## Orgel

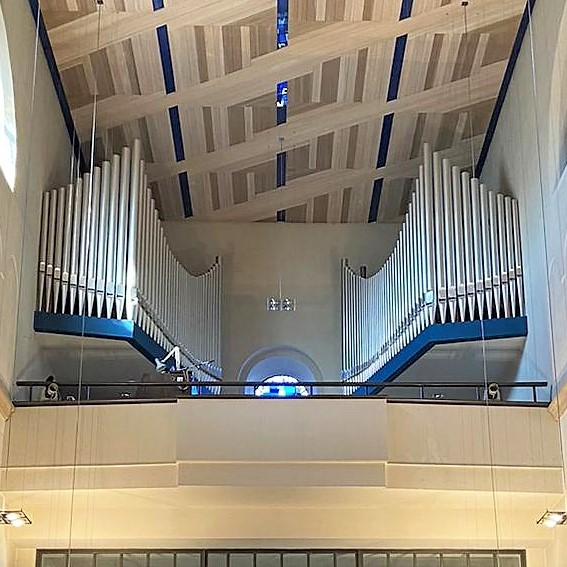
Bürkle-Orgel

Im Jahr 1888 baute Franz Eggert eine Orgel ein, die über 24 Register verfügte, die auf zwei Manuale und Pedal verteilt waren. 1930 wurde die Orgel umgebaut und auf drei Manuale und 48 Stimmen erweitert.
Diese 1943 zerstörte Orgel wurde 1962 durch einen Neubau von Carl Bürkle ersetzt. Das dreimanualige Instrument wird durch elektropneumatische Kegelladen angesteuert und verfügt über 30 Register mit folgender Disposition:
| I Positiv C– |        |
| Rohrflöte    | 8′     |
| Quintade     | 8′     |
| Prästant     | 4′     |
| Gemshorn     | 4′     |
| Rohrnasard   | 2 ⁄3′  |
| Spillpfeife  | 2′     |
| Terz         | 1 3⁄5′ |
| Cimbel III   | 2⁄3′   |
| Tremulant    |        |

| II Hauptwerk C– |       |
| Bordun          | 16′   |
| Prinzipal       | 8′    |
| Gemsblockflöte  | 8′    |
| Oktave          | 4′    |
| Flachflöte      | 4′    |
| Prinzipal       | 2′    |
| Mixtur IV       | 1 ⁄3′ |
| Trompete        | 8′    |

| III Nebenwerk C– |       |
| Gemshorn         | 8′    |
| Salizional       | 8′    |
| Blockflöte       | 4′    |
| Superoktav       | 2′    |
| Sifflöte         | 1 ⁄3′ |
| Scharf IV        | 1⁄2′  |
| Oboe             | 8′    |

| Pedal C–      |     |
| Subbaß        | 16′ |
| Prinzipalbaß  | 8′  |
| Gedackt       | 8′  |
| Choralbaß     | 4′  |
| Nachthorn     | 2′  |
| Hintersatz IV |     |
| Posaune       | 16′ |

- Koppeln: II/I, III/I, III/II I/P, II/P, III/P
- Spielhilfen: 2 freie Kombinationen, 1 freie Pedalkombination, Tutti, Walze